# 乡土中国
《乡土中国》是费孝通著述的一部研究中国基层传统社会农村的作品，共由14篇文章组成。最初在1947年7月，“杂话乡土社会”系列文章在《世纪评论》上连载。1948年4月，系列文章作为“观察丛书”的一种结集出版。1948年6月至1949年1月，加印五版。
1957年，费孝通被中国共产党打成右派，《乡土中国》等作品无法出版，直到1980年费孝通平反；在处于戒严时期的台湾，被认为支持中国共产党政府的作家遭封杀，而费孝通的作品亦受限，只能在民间流通。1985年6月，人民出版社三联书店编辑部再版。1992年英语译本出版。
该书本为费孝通在西南联大和云南大学所讲“乡土社会学”时的上课内容，辑录而成一书。在此书中，作者用通俗，简洁的语言对中国的基层社会的主要特征进行了理论上的概述和分析，较为全面的展现了中国基层社会的面貌。而“这里讲的乡土中国，并不是具体的中国社会的描绘，而是包含在具体的中国基层传统社会里的一种特具的体系，支配着生活的各个方面。”

## 内容
全书共14篇文章及一篇《后记》。费孝通在《后记》落款“三十七年二月十四日于清华胜因院”。1985年人民出版社三联书店编辑部重刊本中，新增一篇《旧著〈乡土中国〉重刊序言》。费孝通在《重刊序言》记述了重刊的基本经过，落款于（1984年）10月11日。
- 目录
- 乡土本色
- 文字下乡
- 再论文字下乡
- 差序格局
- 系维着私人的道德
- 家族
- 男女有别
- 礼治秩序
- 无讼
- 无为政治
- 长老统治
- 血缘和地缘
- 名实的分离
- 从欲望到需要

## 反响
《乡土中国》出版仅数年后就在大半个中文世界被封杀，但如今它是费孝通最为人熟读的书籍之一。纽约时报称该书为“现代社会学和人类学的一块基石”。加里·汉密尔顿（Gary Hamilton）和王政在《乡土中国》的英译版简介中称费孝通的散文“使人放下戒心”。他们还指出费孝通对西方社会学思想有很深的理解，借鉴了埃米尔·涂尔干、乔治·贺伯特·米德、威廉·詹姆士等西方思想家的成果。加州大学出版社（本书英译版出版社）称《乡土中国》“精炼又通俗”并“很可能对西方社会学理论家产生广泛影响”。汉密尔顿说：“这本书使得很多西方人得以了解中国。”
现今在中国大陆，统编高中语文教材必修上册将《乡土中国》一书选入，并将其作为“整本书阅读”单元。